# فرحان سعيد
فرحان سعيد (بالإنجليزية: Farhan Saeed)‏ هو صاحب مطعم باكستاني، ولد في 14 سبتمبر 1984 في لاهور في باكستان.

## وصلات خارجية
- فرحان سعيد على موقع أرشيف الشارخ.
- فرحان سعيد على موقع IMDb (الإنجليزية)
- فرحان سعيد على موقع ميوزك برينز (الإنجليزية)
- فرحان سعيد على موقع قاعدة بيانات الفيلم (الإنجليزية)